# Arianops stephani
Arianops stephani är en skalbaggsart som beskrevs av Carlton, in Carlton och Allen 1989. Arianops stephani ingår i släktet Arianops och familjen kortvingar. Inga underarter finns listade i Catalogue of Life.